# 2004年6月逝世人物列表
2004年逝世人物列表：1月 - 2月 - 3月 - 4月 - 5月 - 6月 - 7月 - 8月 - 9月 - 10月 - 11月 - 12月
2004年6月逝世人物列表，是用于汇总2004年6月期间逝世人物的列表。

## 依日期排序

### 1日
- 蘭迪·布倫（Randi Brænne），93歲，挪威女演員。
- 詹姆斯·達德利（James Dudley），94歲，美國棒球運動員和職業摔跤經理。
- 維克多·瓜澤利（Victor Guazzelli），84歲，英國羅馬天主教主教。[1]
- 刘抗，93歲，新加坡藝術家。[2]
- 查理斯·凱爾曼（Charles Kelman），74歲，美國眼科醫生，外科醫生，爵士音樂家和百老匯製作人，肺癌。[3]
- 威廉·曼徹斯特（William Manchester），82歲，美國作家和歷史學家。[4]
- Bill Reichardt，73歲，美式橄欖球運動員（愛荷華大學綠灣包裝工隊）。[5]

### 2日
- 穆吉布·阿拉姆（Mujeeb Alam），56歲，巴基斯坦重播歌手。
- 迪茨-奧托·埃德扎德（Dietz-Otto Edzard），73歲，德國學者和蘇美爾語語法學家。[6]
- Nicolai Ghiaurov，71歲，保加利亞歌劇演唱家。[7]
- Shrikant Jichkar，49歲，印度中央公務員和政治家，交通事故。
- 李基白，79歲，韓國歷史學家。
- Tesfaye Gebre Kidan，68-69歲，衣索比亞將軍，國防部長兼衣索比亞總統，非自願過失殺人。
- Dom Moraes，65歲，印度詩人和作家，心臟病發作。[8]
- 阿倫·理查茲（Alun Richards），74歲，威爾士小說家。[9]
- 蒂尼·瓦格納（Tini Wagner），84歲，荷蘭自由泳運動員和奧運冠軍。[10]

### 3日
- Nam Cam，56歲，越南黑幫，被槍殺。
- 喬·卡爾（Joe Carr），82歲，愛爾蘭高爾夫球手。[11]
- Harald Ganzinger，53歲，德國計算機科學家。[12]
- 哈羅德·古德溫（Harold Goodwin），86歲，英國演員（《桂河大橋》、《最長的一天》、《弒女者》）。
- Britta Holmberg，82歲，瑞典女演員。
- 喬納森·克萊默（Jonathan Kramer），61歲，美國作曲家和音樂理論家。[13]
- 弗朗西斯·尚德·吉德，68歲，威爾士王妃戴安娜的英國母親，帕金森病。[14]
- Sulamith Messerer，95歲，俄羅斯芭蕾舞演員和編舞家。
- Quorthon，38歲，瑞典音樂家，Bathory樂隊創始人，先天性心臟缺陷。
- 莫裡斯·沙普斯（Morris Schappes），97歲，美國學者，編輯（猶太潮流）和馬克思主義活動家。[15]

### 4日
- 查理斯·科雷爾（Charles Correll），60歲，美國電影攝影師（《動物之家》《星際迷航III：尋找斯波克》）和電視導演（《梅爾羅斯廣場》），胰腺癌。
- 威爾默·菲爾茲（Wilmer Fields），81歲，美國棒球運動員，前黑人聯盟棒球全明星，心臟病。[16]
- Marvin Heemeyer，52歲，美國消聲器維修店老闆和罪犯，自殺。
- 史蒂夫·萊西（Steve Lacy），69歲，美國爵士女高音薩克斯管演奏家和作曲家，癌症。[17]
- 布萊恩·萊恩漢（Brian Linehan），58歲，加拿大電視節目主持人和採訪者，淋巴瘤。[18][19]
- 尼諾·曼弗雷迪（Nino Manfredi），83歲，義大利演員，中風。[20]
- 羅爾夫·莫比烏斯（Rolf Moebius），88歲，德國演員，肺炎。
- T. M. Samarasinghe，61歲，斯裡蘭卡板球裁判。[21]
- 安東尼·史蒂芬（Anthony Steffen），73歲，義大利和巴西電影演員和編劇，癌症。[22]

### 5日
- 约翰尼·本特（Johnny Bent），95歲，美國冰球運動員。[23]
- Iona Brown，63歲，英國小提琴家和指揮家，癌症。[24]
- 傑克·福斯特（Jack Foster），72歲，英裔紐西蘭運動員和奧運選手，交通事故。[25]
- 費爾南多·曼薩內克（Fernando Manzaneque），70歲，西班牙公路賽車手。[26]
- 弗里德里希·奧布萊澤（Friedrich Obleser），81歲，德國聯邦國防軍將軍。
- 羅納德·雷根（Ronald Reagan），93歲，美國演員和政治家，總統（1981-1989），加利福尼亞州州長（1967-1975），肺炎和阿爾茨海默氏症的併發症。[27]
- 馬努·圖普（Manu Tupou），69歲，美國斐濟演員、作家、導演和教師。[28]

### 6日
- 裘蒂·坎貝爾（Judy Campbell），88歲，英國女演員。[29]
- 西蒙·坎伯斯（Simon Cumbers），36歲，愛爾蘭自由攝影師和記者，被基地組織殺害。[30]
- 霍華德·伊夫斯（Howard Eves），93歲，美國數學家。
- 詹姆斯·羅奇（James Roche），97歲，美國商人，通用汽車公司首席執行官兼董事會主席。[31]
- Munavvar Rzayeva，75歲，亞塞拜然雕塑家。
- 艾瑪·塔爾米（Emma Talmi），99歲，以色列政治家和作家。
- 喬克·韋斯特（Jock West），95歲，來自英國的大獎賽摩托車賽車手。
- 凱特·沃利（Kate Worley），46歲，美國漫畫作家（《貓舞者奧馬哈》），癌症。[32]

### 7日
- Roman Aftanazy，90歲，波蘭歷史學家、圖書管理員和作家。
- 理查·E·布希（Richard E. Bush），79歲，美國海軍陸戰隊炮兵中士，榮譽勳章獲得者。[33]
- 約瑟夫·里奧·杜布，94歲，美國數學家。[34]
- 羅傑·馬頓（Roger Matton），75歲，加拿大作曲家、民族音樂學家和音樂教育家。[35]
- 伯爾尼·波特，93歲，美國藝術家、作家、出版商和表演者。[36]
- Don Potter，102歲，英國雕塑家、木雕家和陶藝家。
- 尤金·拉斯金（Eugene Raskin），94歲，美國音樂家和劇作家。[37]

### 8日
- 萊奧波爾多·澤亞·阿吉拉爾（Leopoldo Zea Aguilar），91歲，墨西哥哲學家。[38]
- 丹·阿姆斯壯（Dan Armstrong），69歲，美國吉他手、制琴師和音樂家。
- David Mervyn Blow，72歲，英國生物物理學家，肺癌。[39]
- 沃爾特·布魯爾（Walter Breuer），73歲，奧地利電影演員。
- 佩爾·卡萊森（Per Carleson），86歲，瑞典軍官和奧運會重劍擊劍運動員。[40]
- 麥克·鐘斯，65歲，美國棒球運動員（亞特蘭大勇士隊、辛辛那提紅人隊和蒙特利爾世博會），胃癌。[41]
- 胡馬雍汗，27歲，在伊拉克戰爭中服役的美國士兵，汽車炸彈。[42]
- Bill Lowery，79歲，美國音樂企業家。
- Fosco Maraini，91歲，義大利攝影師、人類學家、民族學家和作家。[43]
- 鮑勃·施密茨（Bob Schmitz），65歲，美國橄欖球運動員和球探（匹茲堡鋼人隊，明尼蘇達維京人隊），心臟病發作。[44]
- Nuria Torray，69歲，西班牙女演員，結直腸癌。[45]

### 9日
- Rosey Brown，71歲，美式橄欖球運動員，職業橄欖球名人堂成員。[46]
- 范禮高，61歲，葡萄牙經濟學家和政治家，心臟病發作。
- Bent Jædig，68歲，丹麥爵士音樂家。[47]
- 泰德·馬丁（Ted Martin），101歲，澳大利亞板球運動員（西澳大利亞州）。[48]
- 拉爾夫·穆迪（Ralph Moody），86歲，美國NASCAR車手和車隊老闆。
- 阿利斯泰爾·泰勒（Alistair Taylor），68歲，披頭士樂隊經理布萊恩·愛潑斯坦（Brian Epstein）的英國私人助理。[49]
- 芭芭拉·懷廷（Barbara Whiting），73歲，美國女演員（《那些懷廷女孩》《當心》《我的可愛》《濕時危險》），癌症。[50]
- 布萊恩·威廉姆森（Brian Williamson），58歲，牙買加同性戀權利活動家和J-Flag的創始人，被謀殺。

### 10日
- 安托萬·阿爾古德（Antoine Argoud），89歲，法國陸軍軍官，專門從事反叛亂工作。[51]
- 雷·查尔斯（Ray Charles），73歲，美國節奏藍調歌手（“What'd I Say”，“Georgia on my Mind”，“I Can't Stop Loving You”），肝功能衰竭。[52]
- Rosinha de Valença，62歲，巴西作曲家、編曲家和音樂家。
- Kiki Djan，47歲，迦納音樂家，愛滋病和毒品相關併發症。[53]
- 奇科·法里亞，54歲，葡萄牙足球運動員。[54]
- 何塞·法里亞斯（JoséFarías），67歲，阿根廷足球運動員和經理。
- 奧黛特·勞爾（Odette Laure），87歲，法國女演員和歌舞表演歌手，心臟病發作。[55]
- 加博爾·韋科尼，59歲，匈牙利歷史學家、考古學家和語言學家。
- 色諾芬·佐洛塔斯，100歲，希臘經濟學家和政治家，總理（1989-1990）。[56]

### 11日
- 埃貢·馮·菲爾斯滕貝格親王，57歲，德國貴族和設計師，已故菲亞特負責人詹尼·阿涅利的侄子，肝癌。
- Pakubuwono XII，60歲，印尼皇室第十二代Susuhunan]（Surakarta的統治者）。
- 蜜雪兒·羅什（Michel Roche），64歲，法國奧運馬術運動員（1976年夏季奧運會馬術團體跳躍金牌得主）。[57]
- Soriba Soumah，58歲，幾內亞國際足球運動員。[58]

### 12日
- Rina Ben-Menahem，68歲，以色列作家。[59]
- 沃爾特·喬治·莫爾德（Walter George Muelder），97歲，美國社會倫理學家和衛理公會牧師。[60]
- 斯坦利·奧圖爾（Stanley O'Toole），65歲，英國電影製片人。
- 傑弗里·湯普森（Geoffrey Thompson），67歲，英國商人，動脈瘤。

### 13日
- 多蘿西·拉維尼亞·布朗（Dorothy Lavinia Brown），85歲，美國外科醫生和政治家。[61]
- 丹尼·達克（Danny Dark），65歲，美國播音員，肺出血。[62]
- 迪克·杜蘭斯（Dick Durrance），89歲，美國高山滑雪運動員，17次全國冠軍。[63]
- 斯圖爾特·漢普郡（Stuart Hampshire），89歲，英國哲學家。[64]
- 約恩·拉森（Jørn Larsen），77歲，丹麥畫家和雕塑家。
- 羅伯特·李斯（Robert Lees），91歲，美國編劇，斬首。[65]
- 詹妮弗·尼奇（Jennifer Nitsch），37歲，德國電視女演員，自殺。[66]
- 拉爾夫·威利（Ralph Wiley），52歲，美國體育記者，心臟病發作。[67]

### 14日
- 烏巴爾多·卡拉佈雷西（Ubaldo Calabresi），79歲，義大利羅馬天主教主教，帕金森病。
- 烏爾里希·因德比寧（Ulrich Inderbinen），103歲，瑞士登山嚮導。
- 傑克·麥克萊蘭（Jack McClelland），81歲，加拿大圖書出版商。[68]
- 馬克斯·羅森伯格（Max Rosenberg），89歲，美國恐怖電影製片人。[69]
- 湯淺憲明，70歲，日本導演，中風。[70]

### 15日
- Lothar Fischer，70歲，德國雕塑家。[71]
- J·格溫·格裡菲斯（J. Gwyn Griffiths），92歲，威爾士詩人和埃及學家。[72]
- Bagong Kussudiardja，75歲，印尼畫家、編舞家和藝術家，糖尿病患者。
- 艾哈邁德·皮里什蒂納，52歲，土耳其政治家，伊茲密爾市長，心臟病發作。
- 哈奇·羅斯達爾（Hatch Rosdahl），62歲，美國橄欖球運動員（賓夕法尼亞州立大學，布法羅比爾隊，堪薩斯城酋長隊），高空自殺。[73]

### 16日
- 赫爾曼·戈德斯汀（Herman Goldstine），90歲，美國計算機科學家（ENIAC），帕金森病。
- 喬治·豪斯曼（George Hausmann），88歲，美國棒球運動員（紐約巨人隊）。[74]
- Thanom Kittikachorn，92歲，泰國軍事獨裁者和政治家，總理，中風併發症。[75]
- Paul Neagu，66歲，英國藝術家。

### 17日
- 托多爾·迪諾夫（Todor Dinov），84歲，保加利亞動畫師、畫家和圖形藝術家。
- Vilayat Inayat Khan，87歲，英國蘇菲主義者。[76]
- Jacek Kuroń，70歲，波蘭持不同政見者和政治家。[77]
- 薩拉·利德曼（Sara Lidman），80歲，瑞典作家。[78]
- 格裡·麥克尼爾（Gerry McNeil），78歲，加拿大冰球運動員，斯坦利杯冠軍國家冰球聯盟守門員。
- 傑基·帕裡斯（Jackie Paris），79歲，美國爵士歌手和吉他手。[79]
- 西摩·羅比（Seymour Robbie），84歲，美國電視導演。[80]

### 18日
- 阿卜杜勒·阿齊茲·穆克林（Abdel Aziz al-Muqrin），33歲，沙烏地阿拉伯激進組織基地組織領導人。
- 多麗絲·道林（Doris Dowling），81歲，美國女演員。[81]
- 喬治·巴克·弗勞爾（George Buck Flower），66歲，美國演員、作家、製片人和選角導演，癌症。[82]
- 安德列·吉洛瓦（André Gillois），102歲，法國作家，二戰期間戴高樂在倫敦的發言人。
- 弗雷德里克·耶格爾（Frederick Jaeger），76歲，德裔英國角色演員。[83]
- 保羅·馬歇爾·詹森（Paul Marshall Johnson Jr.），約49歲，美國人質，被基地組織斬首。
- 謝赫·哈菲茲·薩布里·科奇（Shaikh Hafiz Sabri Koçi），83歲，阿爾巴尼亞大穆夫提。
- 埃爾伯特·路德·利特爾（Elbert Luther Little），96歲，美國植物學家。[84]
- 拉爾夫·洛徹（Ralph S. Locher），88歲，美國政治家。
- 約翰·馬特溫（John Mathwin），84歲，澳大利亞政治家。
- Peter Märthesheimer，66歲，德國編劇、製片人和作家。[85]
- 內克·穆罕默德·瓦齊爾（Nek Muhammad Wazir），約27歲，巴基斯坦部落首領和塔利班盟友，被巴基斯坦軍隊殺害。[86]
- Moe Radovich，75歲，美國籃球運動員（費城勇士隊）和大學籃球教練。[87]
- 埃爾伍德·齊默爾曼（Elwood Zimmerman），91歲，美國昆蟲學家。[88]

### 19日
- 尼古拉·吉連科（Nikolai Girenko），63歲，俄羅斯民族學家和人權活動家，彈道創傷。
- 查理·格羅斯科斯特（Charly Grosskost），60歲，法國賽車手，交通事故。[89]
- 科林·麥科馬克（Colin McCormack），62歲，威爾士演員，癌症。[90]
- Else Quecke，96歲，德國女演員。[91]
- 雅德维加·鲁特科夫斯卡，70歲，波蘭奧運排球運動員（1964年夏季奧運會女子排球銅牌得主）。[92]
- 阿爾弗雷多·托雷羅（Alfredo Torero），73歲，秘魯人類學家和語言學家。
- Nob Yoshigahara，68歲，日本數學家和益智專家。

### 20日
- 穆尼爾·阿吉拉尼（Munir al-Ajlani），91歲，敘利亞政治家、作家、律師和學者。
- 吉姆·培根（Jim Bacon），54歲，澳大利亞政治家，塔斯馬尼亞州州長（1998-2004），肺癌。[93]
- 羅伯特·羅傑斯·布萊克（Robert Rogers Blake），86歲，美國管理理論家。[94]
- Hanns Cibulka，83歲，德國詩人和日記作家。
- 弗雷德·科格斯韋爾（Fred Cogswell），86歲，加拿大詩人。[95]
- 路易士·孔特雷拉斯（Luis Contreras），53歲，西班牙裔美國演員。
- Nabil Sahraoui，37歲，阿爾及利亞激進分子，GSPC負責人，被阿爾及利亞軍隊殺害。

### 21日
- 露絲·利奇·阿莫內特（Ruth Leach Amonette），87歲，美國女商人、作家和教育家。
- 羅恩·阿什曼（Ron Ashman），78歲，英國足球運動員和經理。[96]
- 萊昂內爾·布里佐拉（Leonel Brizola），82歲，巴西政治家，心力衰竭。[97]
- 泰德·斯科特（Ted Scott），85歲，加拿大聖公會主教，交通事故。[98]

### 22日
- 鮑勃·貝默（Bob Bemer），84歲，美國計算機科學家，癌症。[99]
- 弗朗西斯科·奧爾蒂斯·佛朗哥，50歲，墨西哥記者，被謀殺。
- 湯瑪斯·戈爾德，84歲，美國天體物理學家。[100]
- 卡爾頓·斯金納（Carlton Skinner），91歲，美國海軍軍官和政治家，關島第一任文職總督。[101]
- 馬蒂·斯捷潘內克（Mattie Stepanek），13歲，美國詩人和宣導者，肌肉萎縮症。[102]
- 金鮮一，33歲，韓國翻譯，被伊拉克武裝分子斬首。

### 23日
- 彼得·伯雷爾（Peter Birrel），68歲，英國演員（神秘博士），癌症。[103]
- Rifaat El-Fanagily，68歲，埃及足球運動員。
- Ya'akov Meshorer，68歲，以色列錢幣學家和古典考古學家，癌症。
- 倫納德·斯坦（Leonard Stein），87歲，美國音樂學家、鋼琴家、指揮家和大學教師。[104]

### 24日
- 卡洛斯·拉科斯特（Carlos Lacoste），75歲，阿根廷海軍中將和政治家。
- 比尔·帕塔基，74歲，加拿大奧運籃球運動員（1952年夏季奧運會男子籃球運動員）。[105]
- 吉米·羅瑟（Jimmy Rowser），78歲，美國爵士樂低音提琴手。
- Trudeliese Schmidt，61歲，德國歌劇女中音。
- Peter Wragg，73歲，英國足球運動員。[106]

### 25日
- Morton W. Coutts，100歲，紐西蘭科學家和發明家。
- 伊馬諾爾·拉扎巴爾·戈尼（Imanol Larzabal Goñi），56歲，巴斯克西班牙歌手和作曲家。[107]
- 瑪格特·吉洛姆（Margot Guilleaume），94歲，德國歌劇女高音。[108]
- 卡萝尔·肯尼迪（Karol Kennedy），72歲，美國滑冰冠軍，肺炎。[109]
- 弗雷德·拉姆達特·米西爾，77歲，蘇里南政治家，總統（1982-1988）。
- 卡爾·拉科西（Carl Rakosi），100歲，匈牙利裔美國詩人，客觀主義詩人中最後一位倖存的成員。[110]

### 26日
- 穆里爾·安傑魯斯（Muriel Angelus），95歲，英國無聲電影女演員。[111]
- 奧特·阿德（Ott Arder），54歲，愛沙尼亞詩人、兒童作家和翻譯家。
- 喬治·查理斯（George Charles），88歲，聖盧西亞工會會員和政治家。
- Chaim Goldberg，87歲，波蘭裔以色列裔美國藝術家、畫家和雕塑家。[112]
- 亞什·喬哈爾，75歲，印度寶萊塢電影製片人。[113]
- 娜奧米·謝默（Naomi Shemer），74歲，以色列詞曲作者，癌症。[114]
- 阮文馨（Nguyen Van Hinh），88歲，越南參謀長兼將軍。

### 27日
- 彼得·布萊斯（Peter Blythe），69歲，英國演員，肺癌。[115]
- 休·凱夫（Hugh B. Cave），93歲，英國作家。[116]
- Jean Graczyk，71歲，法國公路自行車賽車手。[117]
- 佩塔爾·格拉查寧，81歲，南斯拉夫和塞爾維亞政治家，南斯拉夫人民軍將軍。
- 鮑裡斯·霍爾班（Boris Holban），96歲，俄羅斯出生的法裔羅馬尼亞共產主義者。[118]
- 喬治·巴頓四世，80歲，美國陸軍上將，喬治·巴頓的兒子，帕金森病。
- Fausto Romitelli，41歲，義大利作曲家，癌症。[119]

### 28日
- Jean Boyer，55歲，法國管風琴家和音樂教授，癌症。[120]
- 安東尼·巴克裡奇（Anthony Buckeridge），92歲，英國作家，詹寧斯書籍的創作者。[121]
- Georges de Caunes，85歲，法國記者、作家、電視和廣播主持人，動脈瘤。[122]
- 馬塞爾·朱利安（Marcel Jullian），82歲，法國作家和編劇。[123]
- 野澤尚，44歲，日本編劇和推理小說家，自殺。
- 亞歷山大·斯皮爾金（Alexander Spirkin），85歲，蘇聯和俄羅斯哲學家和心理學家。
- 湯瑪斯·澤雷斯克，38歲，德國奧運皮划艇運動員，白血病。[124]

### 29日
- 比約恩·佈雷古圖（Bjørn Breigutu），80歲，挪威電影製片人。
- 阿尔文·汉密尔顿（Alvin Hamilton），92歲，加拿大政治家。[125]
- William W. Havens Jr.，84歲，美國物理學家，白血病併發症。[126]
- Arik Lavie，77歲，以色列歌手和演員，心臟病。
- Mohammad Ranjbar，69歲，伊朗足球運動員和教練，腦部疾病。
- Grethe Thordahl，77歲，丹麥舞台和電影女演員。
- 斯蒂佩·舒瓦尔（Stipe Šuvar），68歲，克羅埃西亞和南斯拉夫政治家和社會學家。[127]

### 30日
- 克裡斯·阿爾凱德，80歲，美國演員，癌症。
- 埃迪·伯恩斯（Eddie Burns），88歲，澳大利亞橄欖球運動員和教練。
- 雅克·羅西（Jacques Rossi），94歲，波蘭裔法國作家和通曉多種語言。[128]
- Stive Vermaut，28歲，比利時自行車手，心臟病發作後腦出血。[129]